# Bin-jip
Bin-jip (en coreà 빈집) és una pel·lícula de drama romàntic de 2004, escrita, produïda i dirigida per Kim Ki-duk. Coproducció internacional entre Corea del Sud i Japó, la pel·lícula és protagonitzada per Jae Hee el en paper d'un jove sense llar que desenvolupa una relació afectiva amb una mestressa de casa maltractada, Lee Seung-yeon. Algunes traduccions del títol del film deriven d'un tipus de pal de golf present a la pel·lícula i que és el menys utilitzat en la disciplina esportiva.
Bin-jip es va estrenar en competició al 61è Festival Internacional de Cinema de Venècia el setembre de 2004, on va ser nominada al Lleó d'Or i Kim Ki-duk va guanyar el Lleó d'Argent a la millor direcció. Es va estrenar a Corea del Sud el 29 d'abril de 2005 i va rebre crítiques positives i nombrosos reconeixements, inclòs el premi FIPRESCI Grand Prix al Festival de Cinema de Sant Sebastià. D'ella s'ha escrit que «camina amb gracilitat entre la història d'amor, la dramatització de l'alienació i fins i tot el realisme màgic»

## Argument
Tae-suk (Jae Hee) és un jove solitari motorista. Entra i viu en cases mentre els propietaris són fora, rentant la roba, reparant els aparells trencats i fent-se selfies amb les seves possessions. Quan irromp en una casa gran i luxosa, desconeix que està essent vigilat per una mestressa de casa maltractada i model retirada de nom Sun-hwa (Lee Seung-yeon), condemnada a no sortir de casa pel seu marit.
Tae-suk i Sun-hwa comencen una relació silenciosa, errant d'una casa a una altra, amb Tae-suk practicant de tant en tant amb pilotes de golf fins que en una casa són enxampats pels propietaris quan tornen d'imprevist. L'home, un boxejador, colpeja repetidament Tae-suk.

## Interpretacions
Segons la professora Hye Seung Chung, l'ús del silenci a Bin-jip evoca l'escriptura del teòric del cinema hongarès Béla Balázs, que va descriure el silenci com «un dels efectes més dramàtics de la pel·lícula sonora». L'ús del silenci de la pel·lícula deriva de les experiències de Kim Ki-duk a París, on va aprendre a comprendre altres persones observant les seves expressions i el seu comportament, tot i que no era capaç d'entendre la llengua francesa. En una entrevista del 2005 a Time Out, el director va afirmar: «Vull que el públic vegi els personatges més de prop reduint el diàleg tant com sigui possible. La majoria de les pel·lícules tenen massa diàleg, no crec que les paraules ho facin tot comprensible».
De Bin-jip també se n'ha destacat la manera com explora l'estatus social i les «qüestions de marginalitat, invisibilitat i sense veu» a Corea del Sud. Hye Seung Chung descriu els personatges de Tae-suk i Sun-hwa —presentats en diversos punts de la pel·lícula com a inaudibles o invisibles— com «de filiació de tipus liminal». L'escriptor Sheng-mei Ma descriu de manera similar Sun-hwa i Tae-suk com protagonistes «marginats, mig humans». Tae-suk es representa com un visitant sense família coneguda, i a partir del diàleg en què Min-gyu relata haver enviat diners a la família de Sun-hwa, es pot deduir que ell i Sun-hwa formen un matrimoni interclassista, en el qual Sun-hwa procedeix d'una família amb un estatus econòmic més baix que Min-gyu. Sheng-mei Ma escriu que la pel·lícula utilitza «el símbol universal del golf com a signe de riquesa», i assenyala que Sun-hwa «instintivament intenta aturar aquesta emulació», però fracassa quan Tae-suk colpeja una dona innocent amb una pilota perduda.
El crític de cinema A. O. Scott, en la seva revisió de la pel·lícula per a The New York Times, suggereix que Tae-suk «es converteix en un fantasma del cinema, amagant-se a la vora del marc». Hye Seung Chung va escriure que l'últim pla de la pel·lícula, en què Sun-hwa i Tae-suk es mantenen junts en una bàscula que mostra un pes zero, implica la «transcendència mútua de l'existència corporal de la parella». Sheng-mei Ma es refereix al final com «ambigu», escrivint que Sun-hwa «pot estar imaginant una unió amb el seu amant fantasma, o que l'amor els hagi alliberat dels seus cossos».
En una entrevista amb Kim Ki-duk per a Cine 21, Chong Song-il va interpretar Tae-suk com «la fantasia de Sun-hwa», servint de figura de rescat del seu matrimoni abusiu. Aquesta interpretació va ser corroborada per Kim Ki-duk, que també va suggerir una interpretació en què Sun-hwa és un producte de la imaginació de Tae-suk, que el lliura de les seves visites solitàries a cases buides.
A. O Scott, de The New York Times, va assenyalar el «sofisticat disseny de so» exhibit a Bin-jip i va considerar la pel·lícula «una demostració burleta, conscient de si mateixa i curiosament sincera de la ingenuïtat formal [de Kim]». Dennis Schwartz d'Ozus' World Movie Reviews va qualificar la pel·lícula d'«història inusual que arrela en una paràbola budista […] de veure el món com un somni». James Mudge, de Beyond Hollywood, la va considerar «una pel·lícula gairebé etèria, però realment captivadora, fascinant i commovedora», i va escriure que «és molt probable que els espectadors ni tan sols s'adonin de la manca de diàleg». Jamie Woolley, de BBC.com, va donar a la pel·lícula tres de cinc estrelles i va escriure: "Bin-jip no guanyarà cap premi per promoure la causa de l'emancipació femenina. Però si el ritme de cargol no us fa adormir-vos, us compensarà una història d'amor tendra i inusual».